# Brian Fowler
Brian Fowler, nascido a 13 de setembro de 1962 em Christchurch, é um antigo ciclista neozelandês. Tem ganhado quatro medalhas nos Jogos da Commonwealth (três bronzes e um ouro) e representou a Nova Zelândia em quatro Jogos Olímpicos (1984, 1988, 1992 e 1996). Possui o recorde de vitórias nas duas grandes provas neozelandesas: o Tour de Southland (8 vitórias) e o Tour de Wellington (4 vitórias).
Conquistou seis medalhas (um ouro, quatro pratas e um bronze) em quatro Jogos da Commonwealth consecutivos.
O melhor momento de Fowler veio quando ele conquistou a medalha de ouro competindo no contrarrelógio por equipes nos Jogos da Commonwealth de 1990.
Venceu o Tour de Southland, rendendo-lhe um recorde de oito vezes campeão.

## Palmarés
| 1988 - Campeonato da Nova Zelândia em Estrada 1989 - Campeonato da Nova Zelândia em Estrada - Tour de Wellington 1990 - Tour de Wellington 1991 - Tour de Wellington 1992 - Tour de Wellington | 1994 - Volta à Saxónia - 2.º no Campeonato da Nova Zelândia em estrada 1995 - Campeonato da Nova Zelândia Contrarrelógio 1996 - 2.º no Campeonato da Nova Zelândia Contrarrelógio 1997 - 2.º no Campeonato da Nova Zelândia em estrada |